# Buffalo megye (Dél-Dakota)
Buffalo megye az Amerikai Egyesült Államokban, azon belül Dél-Dakota államban található. Nevét az amerikai bölényről kapta. Megyeszékhelye Gann Valley, legnagyobb városa Fort Thompson. Lakosainak száma 1948 fő (2020. április 1.). Buffalo megye Hand, Jerauld, Brule, Lyman és Hyde megyékkel határos. 1873-ban alapult meg.

## Népesség
A megye népességének változása:
| Lakosok száma | 1790 | 1589 | 1942 | 1988 | 2020 | 2024 | 2095 | 1948 |
|               | 1900 | 1910 | 2010 | 2011 | 2012 | 2013 | 2015 | 2020 |